# Cassidae
Cassidae Latreille, 1825 è una famiglia di molluschi gasteropodi della sottoclasse Caenogastropoda.

## Descrizione
La famiglia Cassidae contiene conchiglie di dimensioni medio-grandi che si trovano nei mari tropicali e temperati. Ci sono circa 60 specie, la maggior parte delle quali si trovano nella zona intertidale fino a circa 100 m di profondità. I gusci delle specie adulte hanno dimensioni variabili da 2 a 40 centimetri e sono generalmente caratterizzati da una forma ovoidale, con una grande spirale corporea, una o più varici e uno scudo parietale o columellare ben sviluppato. L'opercolo, presente nella maggior parte degli adulti, è corneo, sottile, semicircolare o a forma di ventaglio e marrone. La radula è taenioglossata, con circa 80-220 file di denti, con ciascuna fila che porta sette denti piuttosto delicati, a forma di piccola cuspide. La proboscide pleurembolica è ritratta all'interno della testa quando non è in uso. Gli occhi sono alla base dei tentacoli moderatamente lunghi e sottili. Le femmine depongono le uova all'interno di piccole capsule in numero notevole, anche alcune centinaia in ogni capsula, ma solo da una minima parte (mediamente una decina) si sviluppano completamente, mentre le altre servono da cibo o "cellule nutrici" per le altre. La lunghezza dello stadio larvale è sconosciuta, ma la presenza di quattro o cinque spirali nel nucleo suggeriscono che potrebbe essere fino a diverse settimane.
La famiglia ha un certo valore economico limitato. Per molti secoli nell'Oceano Indiano le conchiglie sono state utilizzate per scolpire dei cammei. Durante il XIX secolo Cassis madagascariensis e Cassis tuberosa delle Indie occidentali furono utilizzate in misura minore. La carne delle specie più grandi viene consumata in molte parti del mondo.
La famiglia ha avuto origine nell'Eocene inferiore e dal Miocene si è stabilita in tutti i mari caldi e temperati del mondo.

## Tassonomia
Secondo il World Register of Marine Species la famiglia è composta da due sottofamiglie per complessivi 13 generi di cui 1 estinto:
- Sottofamiglia Cassinae Latreille, 1825
  - Genere Cassis Scopoli, 1777
  - Genere Cypraecassis Stutchbury, 1837
  - Genere Dalium Dall, 1889
  - Genere Eucorys Beu, 2008
  - Genere Galeodea Link, 1807
  - Genere † Haydenia Gabb, 1864
  - Genere Microsconsia Beu, 2008
  - Genere Oocorys P. Fischer, 1883
  - Genere Sconsia Gray, 1847
- Sottofamiglia Phaliinae Beu, 1981
  - Genere Casmaria H. Adams & A. Adams, 1853
  - Genere Echinophoria Sacco, 1890
  - Genere Phalium Link, 1807
  - Genere Semicassis Mörch, 1852